# Palermoite
La palermoite è un minerale.